# Евтушенко, Евгений Иванович
Евгений Иванович Евтушенко (род. 2 декабря 1959 года в г. Новый Оскол Белгородской области) — учёный в области строительного материаловедения, доктор технических наук, профессор, первый проректор Белгородского государственного технологического университета им. В. Г. Шухова, заведующий кафедрой технологии стекла и керамики, Почётный работник высшего профессионального образования Российской Федерации, Почетный работник науки и техники Российской Федерации.

## Биография
Родился 2 декабря 1959 г. в г. Новый Оскол Белгородской области.
В 1976 г. окончил среднюю школу № 9 г. Белгорода и поступил в Белгородский технологический институт строительных материалов (БТИСМ).
С 1981 г. по 1984 г. учился в аспирантуре и работал в должности младшего научного сотрудника в БТИСМ.
После окончания аспирантуры продолжил научную и преподавательскую работу в Белгородском технологическом институте строительных материалов, пройдя путь от научного сотрудника, зав. научно-исследовательской лабораторией до начальника УНИР, зав. кафедрой технологии стекла и керамики, заместителя директора института строительного материаловедения, заместителя первого проректора по научной деятельности.
С 2009 г. по февраль 2019 г. — проректор по научной работе.
С февраля 2019 г. и по настоящее время — первый проректор БГТУ им. В. Г. Шухова.

## Награды, премии и звания
- лауреат Всероссийского конкурса «Инженер года» (2006)
- нагрудный знак «Почетный работник высшего профессионального образования Российской Федерации» (2010)
- нагрудный знак «Почетный работник науки и техники Российской Федерации» (2014).[3]

## Профессиональная и научная деятельность
Начало научных исследований связано с работой на кафедре физической и коллоидной химии БТИСМ под руководством д.т. н., проф. К. Ф. Пауса и в лаборатории плазмохимии института тепло- и массообмена им. А. В. Лыкова АН БССР (г. Минск) под руководством д.т. н., проф. О. И. Ясько.
В 1987 г. защитил кандидатскую диссертацию по теме: «Разработка основ технологии топливно-плазменного способа получения извести и портландцементного клинкера».
Докторская диссертация «Управление структурообразованием строительных материалов с использованием термоактивации сырья» была защищена в 2005 г.
Область научных интересов: химическая технология тугоплавких неметаллических и силикатных материалов; активационные процессы и структурная динамика твердых фаз; разработка новых технологий для предприятий по производству керамики и огнеупоров, высокотехнологических материалов и изделий для различных отраслей промышленности.
Проф. Е. И. Евтушенко является председателем диссертационного совета Д 212.014.05 (специальности 05.17.11 «Технология силикатных и тугоплавких неметаллических материалов» и 02.00.11 «Коллоидная химия»). Под руководством ученого защищено 7 кандидатских диссертаций.
Член Научного совета РАН по керамическим материалам.
Входит в состав экспертного совета по региональным конкурсам РФФИ, является председателем экспертного Совета РФФИ по Белгородской области.
Главный редактор научно-технического журнала «Вестник БГТУ им. В. Г. Шухова».
Член редакционной редколлегии журнала «Огнеупоры и техническая керамика».
Зарегистрирован в федеральном реестре экспертов научно-технической сферы федерального государственного бюджетного научного учреждения «Научно-исследовательский институт — Республиканский исследовательский научно-консультационный центр экспертизы» Минобрнауки Российской Федерации (2012).
Читает авторские лекционные курсы по дисциплинам: «Теоретические основы материаловедения», «Основы структурной динамики», «Активационные процессы при синтезе композитов».
Является автором и соавтором более 250 научных трудов, в том числе 5 монографий; 20 авторских свидетельств и патентов на изобретения.

#### Основные научные и учебные издания
- Евтушенко, Е. И. Комплексная переработка металлосодержащих отходов : учеб. пособие / Е. И. Евтушенко. — Белгород : БелГТАСМ, 1996. — 64 с.
- Евтушенко, Е. И. Активационные процессы в технологии строительных материалов / Е. И. Евтушенко. — Белгород : Изд-во БГТУ им. В. Г. Шухова, 2003. — 206 с.
- Керамика и огнеупоры: перспективные решения и нанотехнологии : II семинар-совещание ученых, преподавателей, ведущих специалистов и молодых исследователей, Белгород, 4-6 февраля 2009 года : сборник докладов / БГТУ им. В. Г. Шухова, МГУ им. М. В. Ломоносова, Рос. керам. об-во; редкол.: Е. И. Евтушенко, Ю. Е. Пивинский, И. И. Немец, К. В. Тимошенко, Н. С. Бельмаз, В. А. Дороганов. — Белгород : Изд-во БГТУ им. В. Г. Шухова, 2009. — 358 с.
- Керамика и огнеупоры: перспективные решения и нанотехнологии : международная конференция с элементами научной школы для молодежи, г. Белгород 9-12 ноября 2010 года : к 125-летию со дня рождения П. П. Будникова : сборник докладов / редкол. Е. И. Евтушенко [и др.]. — Белгород : Изд-во БГТУ им. В. Г. Шухова, 2010. — 315 с.
- Инновационные технологии инвестирования : монография / Р. Ю. Романенко [и др.]. — Белгород : Изд-во БГТУ им. В. Г. Шухова, 2010. — 124 с.
- Гончарова, Е. Н. Технологии переработки твердых бытовых и промышленных отходов : учеб. пособие для студентов вузов, обучающихся по специальности 280202.65 «Инженер. защита окружающей среды», направлению 280200 «Защита окружающей среды» / Е. Н. Гончарова, Ю. К. Рубанов, Е. И. Евтушенко ; БГТУ им. В. Г. Шухова . — Белгород : Изд-во БГТУ им. В. Г. Шухова, 2010. — 151 с.
- Дороганов, В. А., Евтушенко, Е. И. Огнеупорные керамобетоны : монография / В. А. Дороганов, Е.И Евтушенко. -Saarbrucken: LABLAMBERT Academic Publishing GmbH & Co. G, 2011. — 188 с.
- Инновационные проекты промышленных предприятий : методы оценки эффективности : монография / И. С. Хожаев, Е. И. Евтушенко, Ю. А. Дорошенко, С. М. Бухонова. — Белгород : Изд-во БГТУ им. В. Г. Шухова, 2011. — 154 с.
- Физическая химия тугоплавких неметаллических и силикатных материалов. Силикаты и другие тугоплавкие соединения в кристаллическом состоянии: учеб. пособие / Н. П. Бушуева, И. А. Ивлева, О. А. Панова, Е. И. Евтушенко. — Белгород: Изд-во БГТУ, 2015. — 184 с.[5]